# Garci Rodríguez de Montalvo
Pour les articles homonymes, voir Rodríguez et Montalvo.
Garci Rodríguez de Montalvo (ou Garci Ordóñez de Montalvo), né vers 1450 et mort vers 1505, est un écrivain espagnol de la fin du Moyen Âge, connu pour être l'auteur d'une nouvelle version d'un roman de chevalerie du XIVe siècle — Amadis de Gaule —, ainsi que d'une suite de ce roman Las sergas de Esplandián, qui connut un grand succès alors que s'ouvrait la période des grandes découvertes, influençant les conquistadors lors de l'exploration du Nouveau Monde.

## Biographie
Né dans le dernier tiers du règne de Jean II de Castille, il est le descendant d'une famille d'origine juive qui s'est convertie au catholicisme alors qu'elle résidait à Medina del Campo. Il est donc issu d'une lignée de notables et, à ce titre, il doit avoir reçu une éducation de qualité. Marié, il est le père de plusieurs enfants, dont Pedro Vaca, Vaca Juan Montalvo et Francisco Vaca.
Il aurait assisté à la guerre de Succession de Castille et a sûrement participé aux premières campagnes des guerres de Grenade comme membre du régiment militaire de la ville, puisque, selon les historiens Pascual de Gayangos et Narciso Alonso Cortés, il est anobli par les Rois catholiques en 1482 pour avoir pris part à la défense de l'Alhama de Granada avec un groupe d'autres « vieux messieurs de San Juan et de Santiago. » Respectant les idéaux politiques et les codes sociaux de son temps, il s'adonnait volontiers à la chasse et à la fauconnerie avec les gens de sa caste.
Comme l'attestent des documents municipaux de Medina del Campo où apparaît le nom de Garci Rodríguez de Montalvo l'Ancien : le grand-père de l'écrivain. En 1497, un procès a lieu en chancellerie de Valladolid contre un personnage ayant son nom. Il s'agit peut-être de l'écrivain ou de son petit-fils. Le prévenu, accusé d'adultère par un certain Jérôme Virués, est condamné au bannissement de Valladolid pendant deux mois.
Il a probablement séjourné dans la province de Cuenca, puisqu'il donne une description précise de la Serranía de Cuenca, notamment de formations géologiques et de la grotte Urgande.
Bien que la date de sa mort soit communément fixée vers 1505, des études récentes de l'historien Ramos Nogales y Sales Dasí évoquent la possibilité qu'il ait vécu au-delà de la première publication en 1508 de son roman Amadis de Gaule.

## Œuvre
Garci Rodríguez de Montalvo est l'auteur de la version moderne du roman de chevalerie Amadis de Gaule, écrit en trois livres au XIVe siècle par un auteur inconnu, peut-être le Portugais Vasco de Lobeira. Montalvo, dont la version paraît en 1508, ajoute un quatrième livre à la mouture originale et rédige également une suite, intitulée Las sergas de Esplandián (Les exploits d'Esplandian), dont la plus vieille édition connue remonte à 1510 et dans laquelle il narre la vie du fils aîné d'Amadis. La saga se poursuit ensuite avec Florisando (1510), par Ruiz Paez de Ribera, puis Lisuarte de Grèce (1514), par Feliciando de Silva, Lisuarte de Grèce (1525), par Juan Diaz, Amadis de Grèce (1530), par Feliciano de Silva, etc.
Dans Las sergas de Esplandián, Rodríguez décrit une mythique Île de Californie ainsi :

« Sache qu'à main droite des Indes il y a une île appelée Californie très proche du bord du paradis terrestre ; elle est peuplée de femmes noires, sans aucun homme parmi elles, car elles vivent à la façon des Amazones. »

Le roman a beaucoup influencé Hernán Cortés et d'autres explorateurs dans leur désir de découvrir cette île, qu'ils pensaient trouver le long de la côte occidentale de l'Amérique du Nord. En 1539, Francisco de Ulloa, naviguant pour le compte de Cortés, explora le golfe de Californie et la côte de la péninsule de Basse-Californie déterminant qu'il s'agissait bien d'une péninsule et non d'une île. Malgré cela, la conception cartographique erronée persista sur de nombreuses cartes européennes jusqu'au XVIIIe siècle.